# ألفار (أسطورة)
ألفار (بالإنجليزية: Alfar)‏ في أساطير النرويج: العفاريت أو الجنيات الأقزام، يحكمهم ويسيطر عليهم الإله فري Frey. ومن ألفار خرجت جنيات سمراوات صغيرات تساعد سرًا في أداء الأعمال المنزلية.
وتذكر الأساطير النرويجية مجموعتين من الجنيات:
المجموعة الأولى: عفاريت النور وتعيش في (الهيم) والثانية: عفاريت الظلام وهي تعيش تحت الأرض، وهي في الأعم الأغلب ذات طبيعة شريرة.
وعفاريت الظلام قبيحة المنظر، سوادء البشرة، خضراء العينين، ضخمة الرأس، قصيرة الأرجل، لها أقدام الغراب. أنزلت عليها الآلهة عقابا أرغمتها على أن تتحول إلى حجارة، وتعيش تحت الأرض، ولا تظهر أبدأ خلال النهار. وعلى الرغم من أنها أقل بكثير في قوتها من الآلهة فإن هذه العفاريت أقوى جدا من البشر.